# 三木晶
三木 晶（みき あきら、2月21日 - ）は、日本の女性声優。埼玉県出身。
2015年8月までアクロス エンタテインメントに所属していた。2018年3月よりRush Style所属（預かり）となり、準所属を経て2023年11月より、正所属となった。

## 出演
太字はメインキャラクター。

### テレビアニメ
- ダンス・ダンス・ダンスール（2022年、スタッフB）
- ダンジョン飯（2024年、ナマリ[3]）
- ゴリラの神から加護された令嬢は王立騎士団で可愛がられる（2025年、ミミズの加護者[4]）

### Webアニメ
- 終末のワルキューレII（2023年、スルーズ[5]）

### ゲーム
2014年
- 幻獣姫（スカアハ）
- ぷよぷよ!!クエスト（2014年 - 2023年、ラグナス、ベルナール、シンディ）

2016年
- ぷよぷよクロニクル（ラグナス）

2017年
- アナザーエデン 時空を超える猫（キュカ、ミュロン）
- ファイトリーグ（うり五郎）

2018年
- ソラとウミのアイダ（守護神アポロン）
- ぷよぷよeスポーツ（ラグナス）

2021年
- ぷよぷよテトリス2（ラグナス）

2023年
- ホグワーツ・レガシー（エバレット・クロプトン）

### 吹き替え

#### 映画
2019年
- ELI/イーライ（バーバラ看護師）

2021年
- パーマー（児童保護局職員 他）

2023年
- ウーマン・キング 無敵の女戦士たち

2024年
- スノーマンに恋して（マシュー 他）
- デリヴァランス －悪霊の家－
- プラットフォーム2

2025年
- アウトフィット ある仕立屋の長い夜（ラフォンテーヌ〈ニキ・アムカ＝バード〉）
- 内なる炎（パーカー〈ラネット・ウェア〉）
- 輝け!プレイズチーム（キキ〈ジェカリン・カー〉）

#### ドラマ
2018年
- The Good Cop / グッド・コップ（デルゲッティ、少年1、ベラ）
- ザ・ホーンティング・オブ・ヒルハウス（ウォーカー夫人 他）
- SEAL Team/シール・チーム シーズン4 #7（関連関係者、兵士女）

2019年
- 真相 - Truth Be Told（エリン〈アナベラ・シオラ〉）
- What/If 選択の連鎖（ホール）

2021年
- イエロージャケッツ（ナナ、スージー）
- 梨泰院クラス #3（ボッキ母）
- FBI: Most Wanted 〜指名手配特捜班〜 #4（オレリア、エドワーズ刑務所長）
- エミリー、パリへ行く シーズン2（リモワ幹部女性、受付係）
- THE FLASH/フラッシュ シーズン6 #14（フリーダ・ノヴィコフ）
- ハンナ〜殺人兵器になった少女〜（テリー・ミラー〈シェレル・スキート〉）

2022年
- ウェンズデー（サンティアゴ）
- 出会いと別れと、その間のすべて（ローダ）
- ドゥーム・パトロール シーズン3（ミランダ）
- 犯罪分析官ハリファックス：歪んだ天罰（カイリー）
- プリティ・リーグ（バーティ）

2023年
- パーシージャクソンとオリンポスの神々 #2
- LAW & ORDER:性犯罪特捜班 シーズン15（コープランド判事）
- Titans/タイタンズ シーズン4 #9
- レジデント・エイリアン 〜宇宙からの訪問者〜 シーズン2 #1

2024年
- エルズベス #4（マーゴ・クラーク〈レタ〉）
- コンステレーション（ブライト捜査官）
- THE PENGUIN-ザ・ペンギン- #4
- チャッキー シーズン3
- デッドボーイ探偵社 #1
- パーム・ロワイヤル（ヴァージニア〈アンバー・チャーダー・ロビンソン〉）
- ビューティ・イン・ブラック
- フューリー: 闇の番人（ケイタ刑事〈アイ・アイダラ〉）
- フロム -閉ざされた街-（パクタ）
- レッド・クイーン（ピラール 他）

2025年
- ミッシング・ユー（オデット）
- NCIS 〜ネイビー犯罪捜査班 シーズン18（サマンサ）
- ブラック・ミラー シーズン7 #3（マダム・ロパン）

#### アニメ
2019年
- アーチボルドの大冒険（マルタ、ママコオロギ）
- サマーキャンプ・アイランド（オリヴァー、エヴァ、ブランチ、オスカーのママ）

2022年
- アドベンチャー・タイム: 遥か遠い世界 #4（武器の魔法使い）

2023年
- パパはバウンティ・ハンター（KRS）
- アーケイン（セヴィカ）

2024年
- アドベンチャー・ウィズ・スーパーマン（アマンダ・ウォラー）

2025年
- ビッグシティ・グリーン シーズン3（パティ）
- 星つなぎのエリオ

### ドラマCD・ラジオドラマ
- 或る美しい夜明けに（斎藤静、おばさん）
- ついてきなさいっ！（白石千裕）
- モノクロ少年少女（女子生徒）

### デジタルコミック
- 欲情(c)MAX（2014年、じゅんちゃん、陣内将英（幼少））
- マイ・ブロークン・マリコ（2020年、マリコの義母）

### オーディオブック
- CDで楽しく覚える！音符の見方・読み方（ナレーション）
- さよなら田中さん（2018年、お母さん（田中真千子）、沢井、他）

### ナレーション
- ドン・キホーテグループ　DIYセンタードイト　店内放送

### その他コンテンツ
- こどもちゃれんじ 6年生アニメコンテンツ「田中んち中田んち」中川いさみ原作（中田 役）